# Волков, Юрий Васильевич
Юрий Васильевич Волков (26 июня 1921, Топчикой, Таврическая губерния — 25 января 1991, Евпатория, Крымская область) — советский живописец-баталист. До войны поступил в Симферопольское художественное училище, ученик академика Н. С. Самокиша. В 1941 призван на фронт, защищал Севастополь. Попал в плен, бежал, был тяжело ранен. Освобождал столицы Европы. Награждён орденами и медалями. Ещё на фронте начал собирать материал для батальных работ. В конце 1940 — начале 1950 дебютировал рядом больших батальных работ на тему обороны и освобождения Крыма. С марта 1947 года — член Союза художников, однако художественное образования так и не закончил. Православный христианин, расписывал храмы.

## Биография
Юрий Волков Родился в Севастополе, 26 июня 1921 года в православной семье, отец — Василий Иванович Волков, сын священника, мать — Галина Николаевна в девичестве Корнилова, медсестра. Рисовать начал в детстве. Окончил школу № 2 (ныне гимназия им. И. Сельвинского) в Евпатории. Рисование у него вел выпускник Санкт-Петербургской Академии художеств Павел Александрович Алипов. В шестнадцать лет на Всесоюзном конкурсе детского творчества в Москве Юрий получил первую премию за акварель «Переход Красной армии через Сиваш».
В 1939 году поступил в Крымское художественное училище, был одним из учеников академика Н. С. Самокиша, работал в его мастерской. В девятнадцать лет был призван в армию. Отступал, был тяжело ранен в руку (1941), позднее в голову (1944), был в плену, куда попал вместе с госпиталем. Был в плену в лагерях под Лубнами, в лагере «Картофельный городок» в Симферополе, три раза бежал. В 1942 году, оказавшись в занятой немцами родной Евпатории после побега из плена, он стал свидетелем расстрела советских воинов, участников январского Евпаторийского десанта. В составе 2-го гвардейского Николаевско-Будапештского Краснознамённого ордена Суворова механизированного корпуса освобождал города Европы — брал Вену и Будапешт, Прагу. За мужество и отвагу неоднократно был награждён орденами и медалями. 5 февраля 1945 года Ю. Волков получает от командования разрешение выполнять фронтовые зарисовки и батальные сцены. Карандашные зарисовки Ю. Волкова в репортажной манере с театра военных действий позднее стали основой для картин.
После войны художник остался «недоучкой», закончив всего два курса художественного училища. И до войны, и после благодаря рекомендациям Самокиша Ю. Волкова приглашали в Москву, в Студию военных художников имени М. Б. Грекова. Однако он продолжал работать на родине — в Евпатории. В своей мастерской на улице Революции, 37 он много работал и учился самостоятельно — писал с натуры, сам делал манекены, для чего изучил анатомию. Была собрана обширная коллекция военного реквизита, униформы, в основном трофейной, которую собирать он начал ещё на фронте. Журналист Б. Случанко, который побывал у него в 1956 году, писал: «Каждый, кто заходил в мастерскую, невольно мог подумать, что попал в разгромленный немецкий штаб. Навалом лежали шинели, черные немецкие мундиры, каски, тускло блестело серебро офицерских погон, угрожающе темнел ствол автомата…».
Спустя два года после Победы на выставках в Художественном музее в Симферополе одна за другой выставляются три его батальные картины: «На Сталинградской дороге», «Не уйти», «Подвиг пяти черноморцев». Эти работы принесли ему первый успех. Лауреат Сталинской премии писатель П. А. Павленко, видевший все три картины, писал в 1948 году: «Каждое его полотно — это рассказ богатый подробностями, насыщенный переживаниями… Все движется на его полотне, всё живёт бурной и страстной жизнью. Он баталист толстовской школы».
В марте 1947 года в двадцать шесть лет Волкова принимают в Союз художников СССР. Батальная тема, Великая Отечественная война в целом и бои в Крыму в частности, стала основной в его творчестве. Иллюстрировал книги: И. Ф. Стаднюка — «Сердце солдата», П. А. Павленко — «Степное солнце», Е. С. Юнга — «Кирюша из Севастополя» и другие.
Волков мог стать приближенным к власти «придворным» советским баталистом. Однако не стал, поскольку был верующим христианином и не скрывал этого факта, а как фронтовик из штрафбата писал работы не полностью укладывающиеся в официальную трактовку войны. В середине 1950-х году он создал росписи «Голгофа» в Свято-Николаевском соборе Евпатории, о чём было сообщено в Киев. Член Союза художников СССР не мог работать для Православной церкви, случай рассматривала комиссия СХ во главе с Народным художником СССР М. Г. Дерегусом однако Ю. В. Волков исключён из союза не был. После очередного закрытия храма и переделки его в спортзал в 1962 году росписи были уничтожены гашеной известью, поскольку проступали сквозь новую побелку.
Последнее большое батальное полотно художника «Не забудем», где была показана цена победы в битве под Сталинградом, на Всесоюзной выставке в Москве в Манеже в 1960 провисело всего три дня, а потом картина была снята по указанию свыше, как говорили критики изображение тела мертвого немца придавало работе излишнюю натуралистичность. Дальнейшая судьба полотна оказалась для художника неизвестна. Министерство культуры СССР заплатило гонорар Ю. Волкову за картину и больше художник никогда её не видел.
Выдвигался крымским отделением Союза художников на звание Заслуженного деятеля искусств УССР в 1988 году — кандидатура художника была отклонена. Вне официального признания Волков расписывал храмы, экспериментировал с различными техниками живописи, углем, тушью, керамикой. Он ушел в своеобразное добровольное отшельничество. Последние годы художник провел с женой Ольгой в материальных затруднениях. Умер 25 января 1991 года и похоронен в Евпатории.

## Творчество
В Евпатории Ю. В. Волков создал свои лучшие батальные произведения, передающие в манере реализма и высокой композиционной динамике героизм советских воинов: «Подвиг пяти черноморцев» (1948), «Не забудем» (1959-60-е), «В степях Украины» (1983), а также трагизм тупикового финала захватнической войны для солдат вермахта: «Херсонесский тупик» (1953), «Расплата» (1957). На основе материала следствия и свидетельства мирных жителей города он создал героическую серию «Красная горка» (1948—1950) (место массовых расстрелов, ныне мемориальный комплекс Красная горка), раскрывающую зверства фашистской военной оккупации Евпатории.
Жанровых картин Ю. В. Волковым было создано немного: «Кризис прошёл» (1954), «На курорт» (1960), «Дети и море» (1958), «Горячая пора» (1950).
Ю. В. Волков был участником всех областных выставок, начиная с 1948 года, а также республиканских выставок РСФСР (1949, 1953). Его произведения хранятся в Симферопольском художественном музее, Севастопольском художественном музее им. М. П. Крошицкого, музее Черноморского флота в Севастополе, Евпаторийском краеведческом музее.

## Награды
Орден:
- «Красной Звезды» (1944)

медали:
- За отвагу (1943)
- За взятие Будапешта (1945)
- За взятие Вены (1945)
- За освобождение Праги (1946)
- За победу над Германией в Великой Отечественной войне 1941—1945 гг(1946)[3].

## Семья
- Старший брат — Сергей Васильевич Волков, врач.
- Дети: близнецы Алексей и Сергей
- Вторая Жена — Ольга Васильевна Шалугина-Волкова, искусствовед, преподаватель Евпаторийской художественной школы[2].

## Память
Имя Ю. В. Волкова носит художественная школа Евпатории. 9 декабря 2011 года, в 90-летию со дня его рождения, на улице Революции, 37, где находилась мастерская художника, была открыта мемориальная доска. В 2012 году в свет вышла книга о евпаторийском художнике-баталисте, в которую вошли репродукции его работ, статьи и выдержки из дневников художника. На презентации книги председатель Крымского республиканского отделения Союза художников Украины Николай Моргун отметил, что это только начало изучения творчества Волкова: «Впервые на постсоветском пространстве альбом великого живописца и теоретика живописи издается на государственные деньги».
Министр культуры АРК Алена Плакида в 2012 году: «Это событие стало знаковым не только для ценителей живописи, но и для творческой молодежи. Ведь Юрий Васильевич Волков учился в нашем художественном училище, недавно отметившем 75-летие, постигал мастерство у мэтра живописи Николая Самокиша. Его мастерство и опыт — ценнейшее наследие, которое необходимо изучать.»